# Johannes Georgi (Meteorologe)

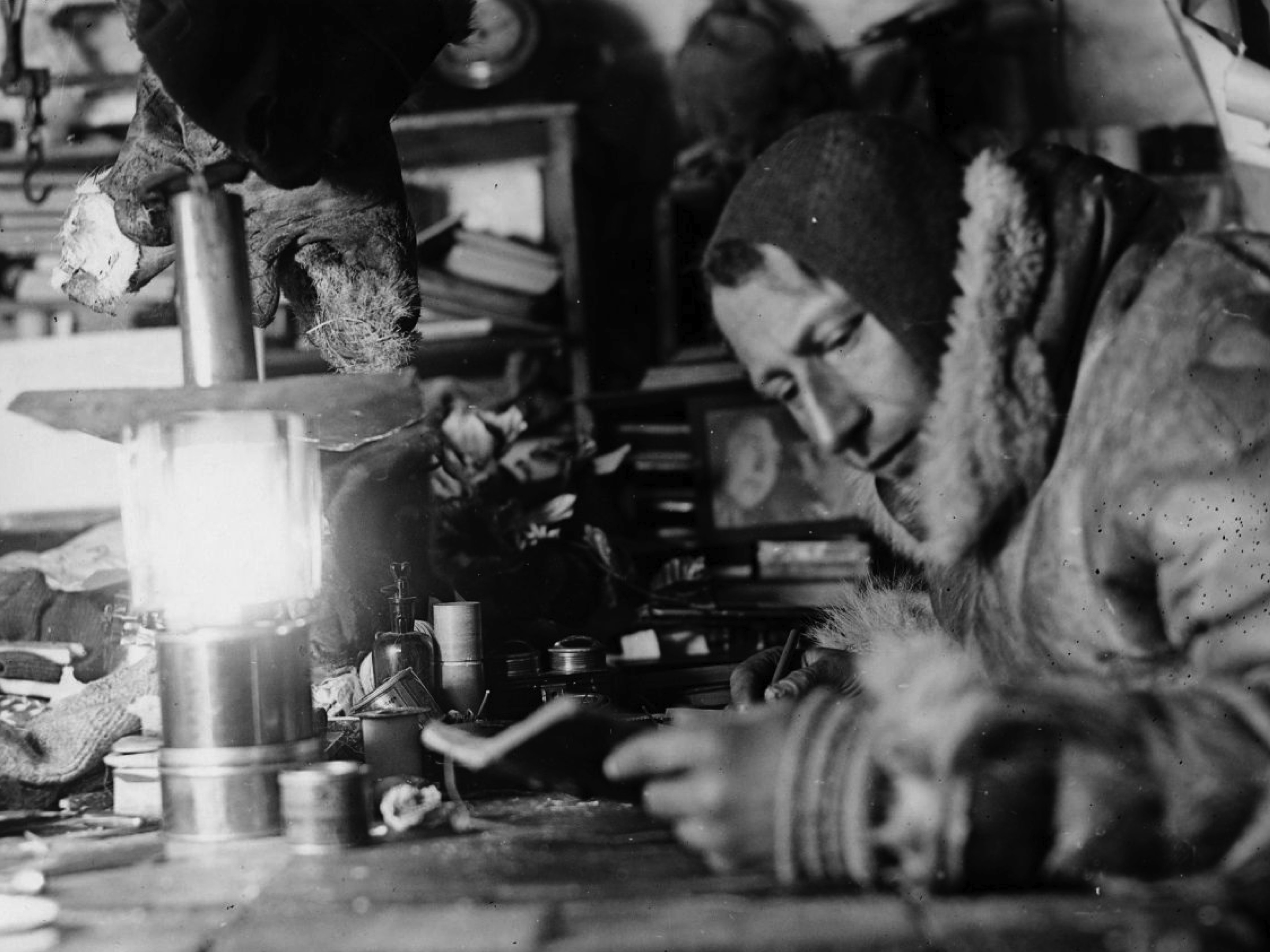
Johannes Georgi in der Station Eismitte

Johannes Georgi (* 14. Dezember 1888 in Frankfurt am Main; † 24. Mai 1972 in Hamburg) war ein deutscher Meteorologe, Glaziologe und Polarforscher. Georgi führte die ersten ausgedehnten meteorologischen Messungen auf dem Grönländischen Inlandeis durch und beobachtete als erster in Europa den Jetstream.

## Leben
Georgi, ältester Sohn des Lehrers Johannes Georgi (1861–1945), machte sein Abitur am Lessing-Gymnasium in Frankfurt am Main und genoss damit eine klassische humanistische Schulbildung. Anschließend studierte er Physik und Mathematik in Göttingen, Zürich und Marburg. Er beschäftigte sich außerdem mit Zoologie, insbesondere der damals modernen Vererbungslehre. In Zürich besuchte er 1909 auch Seminare Albert Einsteins. Prägend aber war die Teilnahme an den meteorologischen Übungen Alfred Wegeners 1910 in Marburg. Wegener war gerade von einer zweimaligen Überwinterung in Nordostgrönland zurückgekehrt und befand sich in einer seiner wichtigsten Schaffensperioden. Es begann eine lange Freundschaft, die erst mit Wegeners Tod endete. Georgi war in dieser Zeit Mitglied der idealistischen Wandervogelbewegung, einer frühen Jugendbewegung, deren Mitglieder mit ausgedehnten Wanderungen die Nähe zur Natur suchten.
Im Ersten Weltkrieg kam Georgi zum Wetterdienst der Kaiserlichen Marine und wurde so Meteorologe sowie Leiter der Wetterdienstschule. 1919 kam er an die von Wegener geleitete Meteorologischen Versuchsanstalt der Deutschen Seewarte in Hamburg.
1926 und 1927 führte er mit Wetterballons Messungen an der Nordspitze Islands in Höhenströmungen durch. Er entdeckte in 10 bis 15 km Höhe starke Strömungen, die sich nicht direkt mit dem Bodendruckfeld erklären ließen. Zusammen mit Messungen, die Wasaburo Ooishi schon 1924 in Japan durchgeführt hatte, waren dies die ersten Beobachtungen des Jetstreams. Auf einer Sitzung der Deutschen Seewarte schlug Georgi 1927 vor, dieses Phänomen zusammen mit anderen Fragestellung in einem zweiten Internationalen Polarjahr koordiniert zu erforschen. Dieses sollte 1932 bis 1933, also genau 50 Jahre nach dem ersten, stattfinden. Georgi griff damit eine Idee von Leonid Breitfuß auf, die dieser 1926 auf der Sitzung eines vom Vorstand der Aeroarctic berufenen Sonderausschusses geäußert hatte. Er gilt damit als wichtiger Initiator des zweiten Internationalen Polarjahres.
1928 erreichte Georgi auf einer Island-Grönland-Expedition mit dem Forschungsschiff Meteor das erste Mal die Küste Grönlands und damit eigentliches Polargebiet.
Durch das Studium der allgemeinen Zirkulation der Nordhalbkugel wuchs sein Wunsch, mit dem Betrieb einer meteorologischen Station auf dem grönländischen Inlandeis mehr über meteorologischen Verhältnisse in der Arktis zu erfahren. Diese Pläne hatten Platz in denen Wegeners für eine große Grönlandexpedition mit Messungen von Küste zu Küste. Deshalb nahm Georgi 1929 mit Fritz Loewe und Ernst Sorge an Wegeners Vorbereitungsexpedition nach Grönland teil. Diese hatte zum Ziel, für die geplante Hauptexpedition eine geeignete Aufstiegstelle zum Inlandeis zu finden und sich mit den harten Bedingungen in der Arktis vertraut zu machen.
Während der Hauptexpedition 1930 bis 1931 leitete Georgi die Station Eismitte und führte an dieser über ein volles Beobachtungsjahr meteorologische Messungen durch. Er leitete 1930 die erste Hundeschlittenreise für die Errichtung der Station. Das Wetter bereitete der Expedition 1930 große logistische Probleme bei der Versorgung der Station. Letztendlich bestand sie aus einer wissenschaftlich ausgerüsteten Höhle im Firn, weil der Transport des vorgesehenen Zelthauses nicht gelungen war.
Nach dem dritten Hundeschlittentransport verfügte Eismitte erst über ein Drittel des für die Überwinterung vorgesehenen Petroleums. Georgi entschied daher, die Station aufzugeben, wenn nicht bis zum 20. Oktober ein weiterer Transport die Station erreicht hätte. Aufgrund dieser Information entschloss sich Wegener zu einem vierten und letzten Transport vor der Überwinterung. Diese startete am 21. September, musste wegen früh einsetzender Schneestürme aber als Transport aufgegeben werden. Das Ziel bestand nur noch darin, Georgi und Sorge für die Überwinterung abzulösen. Wegener, Loewe und der Grönländer Rasmus Villumsen (1909–1930) erreichten unter Verbrauch aller Reserven Eismitte am 30. Oktober, wo Georgi und Sorge inzwischen entschieden hatten, doch eine Überwinterung zu wagen. Loewe waren an den letzten Reisetagen alle Zehen erfroren. Diese wurden ihm vom handwerklich geschickten Georgi mit einer Blechschere amputiert. Wegener und Villumsen traten am 1. November, Wegeners 50. Geburtstag, die Rückreise an, die sie nicht überlebten.
Georgi und Sorge überwinterten zusammen mit dem gesundheitlich angeschlagenen Loewe in Eismitte und Georgi führte trotz extremer Bedingungen meteorologische Messungen durch. Erst am 7. Mai erreichte ein Propellerschlitten Eismitte, der den Weg in nur zwei Tagen zur Weststation zurücklegen konnte. Georgi blieb, zeitweise alleine, auf der Station, um ein vollständiges Beobachtungsjahr zu erhalten. Die für seine Frau gedachten Tagebucheinträge veröffentlichte er später im Buch Im Eis vergraben. Erlebnisse auf Station Eismitte der letzten Grönland-Expedition Alfred Wegeners.
Nach der Expedition kehrte Georgi auf seine Stelle als Leiter des Instrumentenamtes an die Seewarte in Hamburg zurück. Er sah sich in den Folgejahren dem Vorwurf anderer Expeditionsteilnehmer, besonders Kurt Herdemertens und Kurt Wegeners, ausgesetzt, durch die Forderung nach mehr Lebensmitteln und Petroleum den Tod Wegeners und Villumsens verursacht zu haben. Diese Vorwürfe setzten Georgi zu. Ein Prozess endete 1937 mit einem Vergleich zwischen beiden Parteien, der ihnen verbot den Streit weiter in der Öffentlichkeit auszutragen. Am 19. Juni 1937 beantragte er die Aufnahme in die NSDAP und wurde rückwirkend zum 1. Mai desselben Jahres aufgenommen (Mitgliedsnummer 5.221.784).
In den 1930er Jahren unternahm Georgi mehrere Vorstöße für eine erneute Expedition nach Grönland, die an Fragestellungen der Wegener-Expedition anknüpfen sollte. Unter Umgehung des Dienstweges wandte er sich 1936 an den Staatssekretär des Reichsluftfahrtministeriums mit der Bitte um Unterstützung für die Entsendung eines Luftschiffs nach Grönland, das dort eine geophysikalisch-meteorologische Expedition absetzen sollte. Das Gesuch wurde mit der Begründung abgelehnt, dass vor einer neuen Expedition erst alle Ergebnisse der Wegener-Expedition vorliegen müssten. Mit Unterstützung der Senckenberg-Gesellschaft plante Georgi 1939 die „Senckenbergische Grönlandexpedition“, die interdisziplinäre Forschung an vier Standorten in Grönland durchführen sollte. Georgi selbst wollte in einer Station auf dem Inlandeis klimatologische und meteorologische Arbeiten durchführen. Als Leiter der anderen Stationen waren Karl Gripp, Aenne Schmücker und Richard Kräusel vorgesehen. Außenpolitische Gründe führten zu einer Verschiebung auf das Jahr 1940. Der Zweite Weltkrieg verhinderte die Durchführung schließlich ganz.
Georgis einziger Sohn Hans kehrte nicht aus dem Zweiten Weltkrieg zurück, er wurde in Jugoslawien vermisst. Gesundheitlich angeschlagen ließ sich Georgi 1949 pensionieren. Er befasste sich nun neben wissenschaftlichen Themen auch stärker mit politischen Fragen. Er pflegte seit den Erlebnissen in Eismitte einen regen Briefkontakt mit seinem ehemaligen Expeditionskameraden Loewe. Dieser Briefwechsel zeigt, dass die Erlebnisse in Eismitte Georgi sein Leben lang beschäftigten. Loewe traf er im Mai 1971 ein letztes Mal. Georgi starb am 24. Mai 1972 in Hamburg, nachdem er in seinen letzten Lebensjahren an einer Myasthenia gravis gelitten hatte.

## Ehrungen
Der Georgi-Preis wird für Verdienste in der Meteorologie von der GeoUnion Alfred-Wegener-Stiftung, dem Dachverband aller geowissenschaftlichen Verbände in Deutschland, unter Mitwirkung der Deutschen Meteorologischen Gesellschaft verliehen. Er geht auf eine Stiftung von Johannes Georgi zurück. Nach ihm benannt sind der Georgiweg in Hamburg-Groß Borstel sowie der Georgi Point in Antarktika.

## Schriften (Auswahl)
- Johannes Georgi: Aerologie der hohen Breiten und große Zirkulation. In: Arktis. 1928, S. 83–85.
- Johannes Georgi: Höhenwindmessungen auf Island 1909–1928. In: Archiv der deutschen Seewarte. 51 (5), 1932.
- Johannes Georgi: Beitrag in: Alfred Wegener: Mit Motorboot und Schlitten in Grönland. Velhagen & Klasing Verlag, Bielefeld 1930.
- Johannes Georgi: Im Eis vergraben. Erlebnisse auf Station Eismitte der letzten Grönland-Expedition Alfred Wegeners. Verlag des Blodigschen Alpenkalenders Müller, München 1933.